# Michel Camicas
Michel Camicas (* 17. August 1933 in Antiochia, Syrien; † 12. Dezember 2018 in Paris) war ein französischer Jazzmusiker (Posaune, Komposition).

## Leben und Wirken
Camicas begann seine Karriere 1952 bei Bernard Daurat, bevor er wenig später Mitglied im Orchester von  Maxim Saury wurde. Er spielte dann in den folgenden Jahren in den Orchestern von Claude Bolling, Claude Tissendier, Gérard Badini, Gérard Raingo und Jacques Denjean. Des Weiteren gehörte er dem Ensemble The Four Bones um Raymond Fonsèque an, u. a. mit François Guin, Claude Gousset, Luis Fuentes, Chuck Connors. Im Bereich des Jazz war er laut Tom Lord zwischen 1955 und 2001 an 61 Aufnahmesessions beteiligt, u. a. auch mit Jacky Milliet, Claude Tissendier und zuletzt mit Poumi Arnaud & Christian Azzi Jazz Clan. Er betätigte sich auch als Komponist („Marylebone“).

## Diskographische Hinweise
- Paul Gonsalves with The Swingers & The Four Bones (Riviera, 1969)
- Guy Lafitte + Four Bones: Sugar and Spice (RCA, 1972), mit Francois Guin, Michel Camicas, Jean Orieux, Benny Vasseur, Claude Gousset, Raymond Fol, Roland Lobligeois
- Cat Anderson & Les Four Bones (Blue Star, 1979), mit Francois Guin, Benny Vasseur, Michel Camicas, Charles Verstraete, Guy Arbion, André Villéger, Alain Jean-Marie, Roland Lobligeois, Philippe Combelle
- Alain Bouchet & Michel Camicas: JazzAclar + 2 (BNL, 1995)